# Archobraconus oculatus
Archobraconus oculatus är en stekelart som beskrevs av Alexandr Rasnitsyn och Michael J. Sharkey 1988. Archobraconus oculatus ingår i släktet Archobraconus och familjen Eoichneumonidae. Inga underarter finns listade.